# 珠峰齿缘草
珠峰齿缘草（学名：Eritrichium qofengense）是紫草科齿缘草属的植物，为中国的特有植物。分布在中国大陆的西藏等地，生长于海拔5,480米至5,500米的地区，多生长于岩石阴处、高山草甸和冰川侧面碛石隙，目前尚未由人工引种栽培。